# Matt Costello
Matthew Tyler "Matt" Costello (Linwood, Míchigan, 5 de agosto de 1993) es un baloncestista estadounidense, nacionalizado marfileño, que pertenece a la plantilla del Valencia Basket de la Liga Endesa. Con 2,08 metros de estatura, juega en la posición de pívot o ala-pívot.

## Trayectoria deportiva

### Universidad
Jugó cuatro temporadas con los Spartans de la Universidad Estatal de Míchigan, en las que promedió 6,0 puntos, 4,7 rebotes y 1,1 tapones por partido. En su última temporada fue cuando realmente despuntó, promediando 10,7 puntos y 8,2 rebotes, siendo elegido por la CBS en el segundo mejor quinteto de la Big Ten Conference,

### Profesional
Tras no ser elegido en el Draft de la NBA de 2016, participó en las ligas de verano de la NBA con los Atlanta Hawks, equipo con el que firmó contrato el 26 de julio de 2016. Fue despedido el 18 de octubre, fichando dos días después por los Memphis Grizzlies. siendo despedido el 26 de octubre. Cinco días después fue fichado por los Iowa Energy, equipo de la NBA Development League vinculado a los Memphis Grizzlies.
Tras una temporada los Iowa Energy, en julio de 2017 firmó un contrato de doble vía con los San Antonio Spurs, alternando sus actuaciones en la NBA (disputó 4 partidos) y en la NBA Development League en las filas de los Austin Spurs, equipo vinculado a los Spurs.
En agosto de 2018 firmó por el equipo italiano del Sidigas Avellino, promediando 10,8 puntos y 7,5 rebotes en la competición doméstica y 13,8 puntos y 9,3 rebotes en la competición europea.
En julio de 2019 fichó por el Herbalife Gran Canaria. En su primera campaña con el equipo amarillo, la 2019-20, destacó como uno de los mejores reboteadores de la Liga Endesa (7,6 rechaces por choque), a los que añadió 11,1 puntos y 1,2 tapones para 14,8 de valoración. El curso siguiente le sirvió para estrenarse en la EuroCup (10,2 puntos, 6,5 rebotes y 1,8 tapones para 14,2 créditos) y en la Liga Endesa mejoró sus prestaciones ofensivas (12,5 puntos con un 39,7% en triples) pero bajó ligeramente en rebote (5,9) y valoración (13,6).
El 5 de julio de 2021, firma por el Saski Baskonia de la Liga Endesa. En la Liga Endesa con el equipo baskonista sus números han ido creciendo temporada tras temporada hasta juntar 158 partidos en acb. En su primer año se fue hasta los 9,5 puntos, 5,5 rebotes y 1,2 tapones para 12 de valoración. La segunda campaña en Vitoria fue la mejor a nivel de valoración (14,5) con unos números de 9,9 puntos, 5,6 rebotes, 1,8 asistencias y 1,2 tapones. La última temporada en el conjunto vitoriano resultó ser la  mejor de Costello a nivel ofensivo en Liga Endesa con una media de 11,9 puntos y con sus mejores porcentajes de acierto: 69,1% en tiros de dos (tercero mejor de la acb) y su tope histórico en la eficacia en el tiro de tres (40,3%). A esto le añadió 4,8 rebotes y 1,1 tapones para 13,5 de valoración.
El 2 de julio de 2024, se anuncia su fichaje por el Valencia Basket de la Liga Endesa por dos temporadas.

## Selección nacional
En verano de 2021, Matt es nacionalizado marfileño, siendo convocado por la selección de Costa de Marfil para disputar el Afrobasket de ese mismo año.
Realizó un gran torneo, consiguiendo la plata tras perder la final contra Túnez. En la semifinal contra Senegal consiguió 17 puntos, 12 rebotes, 2 asistencias y 3 tapones Su gran desempeño le valió la inclusión en el quinteto ideal del torneo.

## Estadísticas de su carrera en la NBA

### Temporada regular
| Año     | Equipo      | PJ | PT | MPP | %TC  | %3P  | %TL  | RPP | APP | ROB | TPP | PPP |
| ------- | ----------- | -- | -- | --- | ---- | ---- | ---- | --- | --- | --- | --- | --- |
| 2017-18 | San Antonio | 4  | 0  | 8.0 | .500 | .000 | .000 | 2.3 | .5  | .5  | .5  | 1.0 |
| Total   | Total       | 4  | 0  | 8.0 | .500 | .000 | .000 | 2.3 | .5  | .5  | .5  | 1.0 |